# 知識

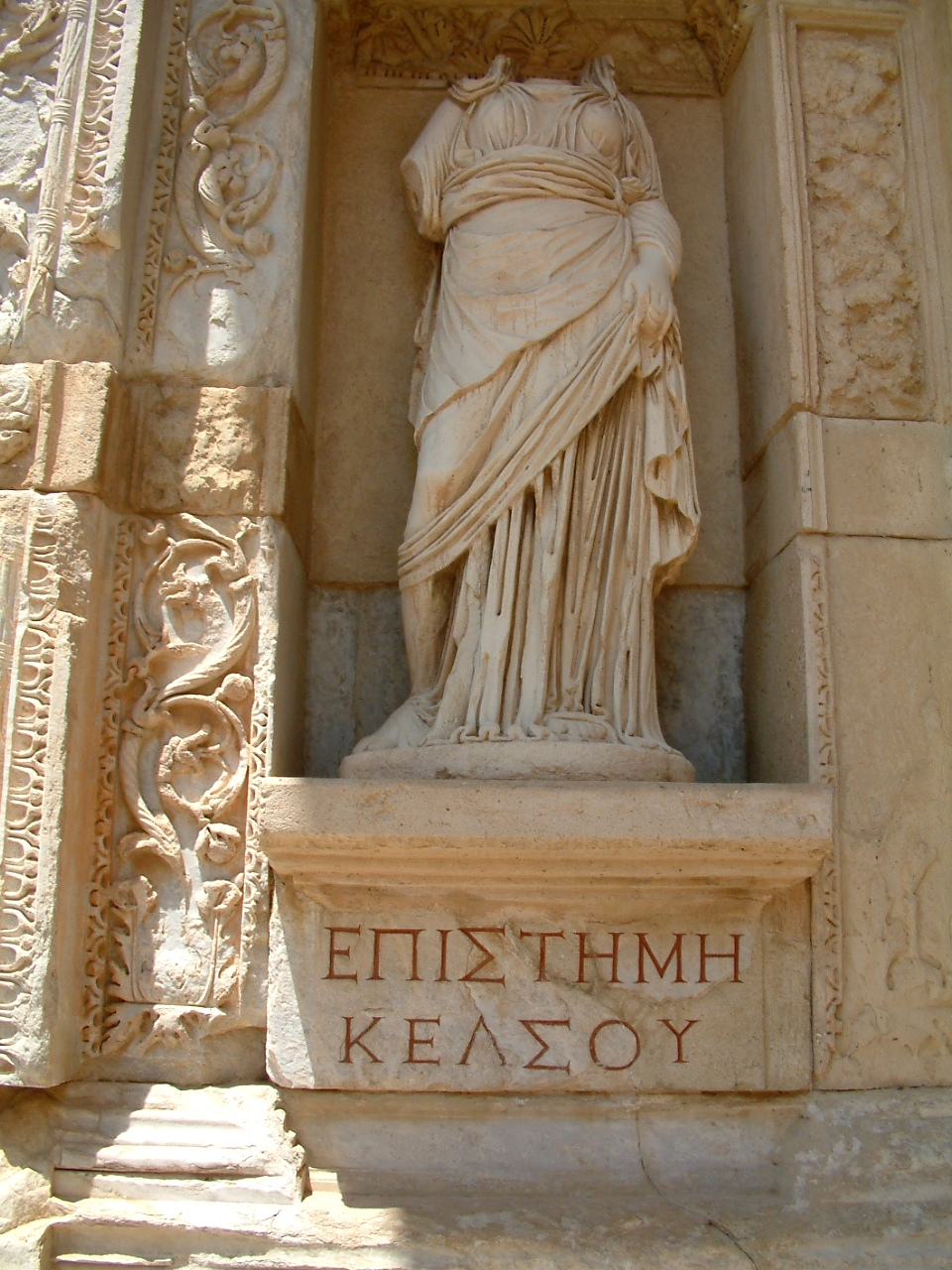
知識を人格化した像（Επιστημη、エピステーメー）。トルコ、エフェソス

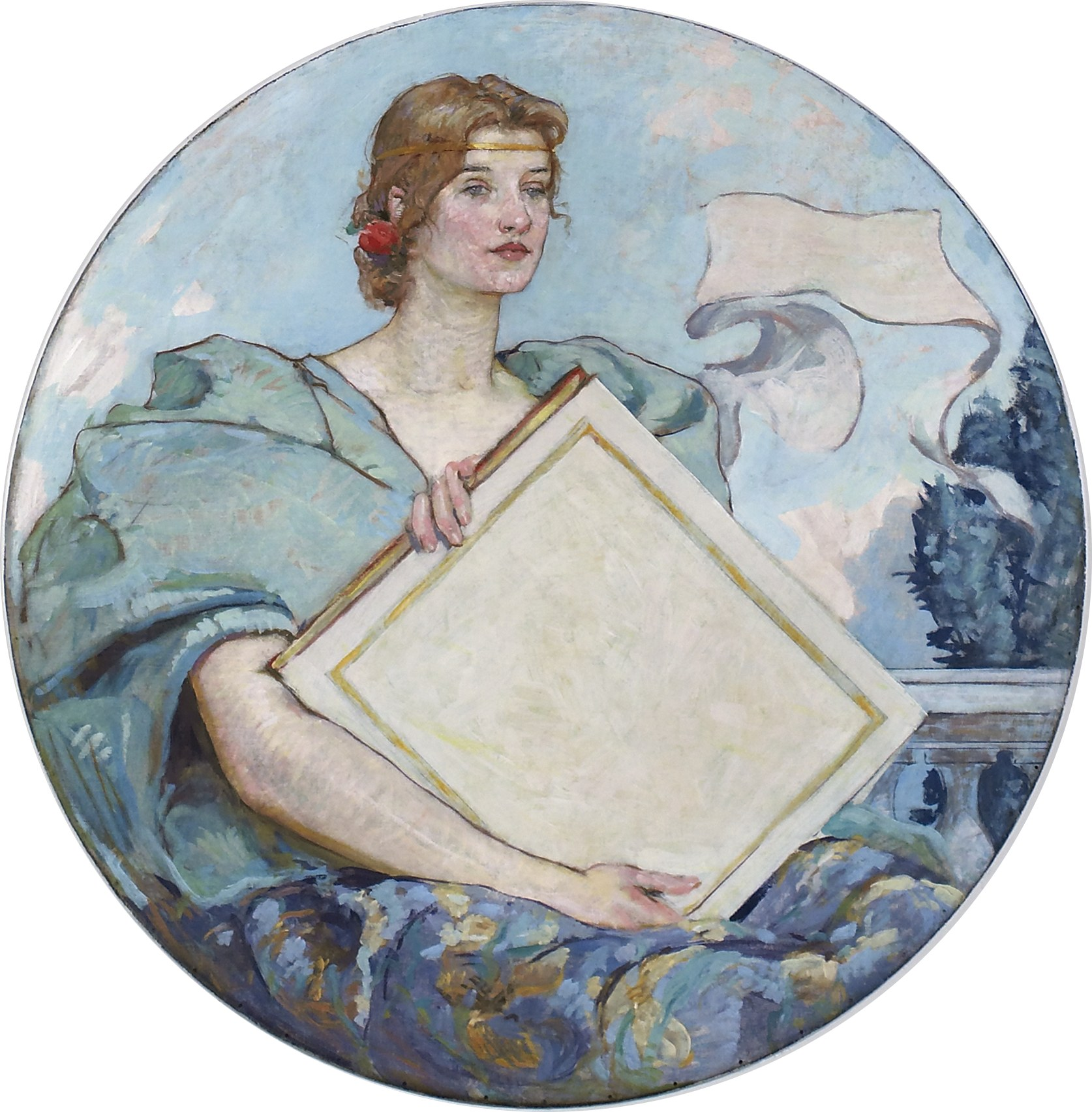
Robert Reid 画 Knowledge (1896)。アメリカ議会図書館

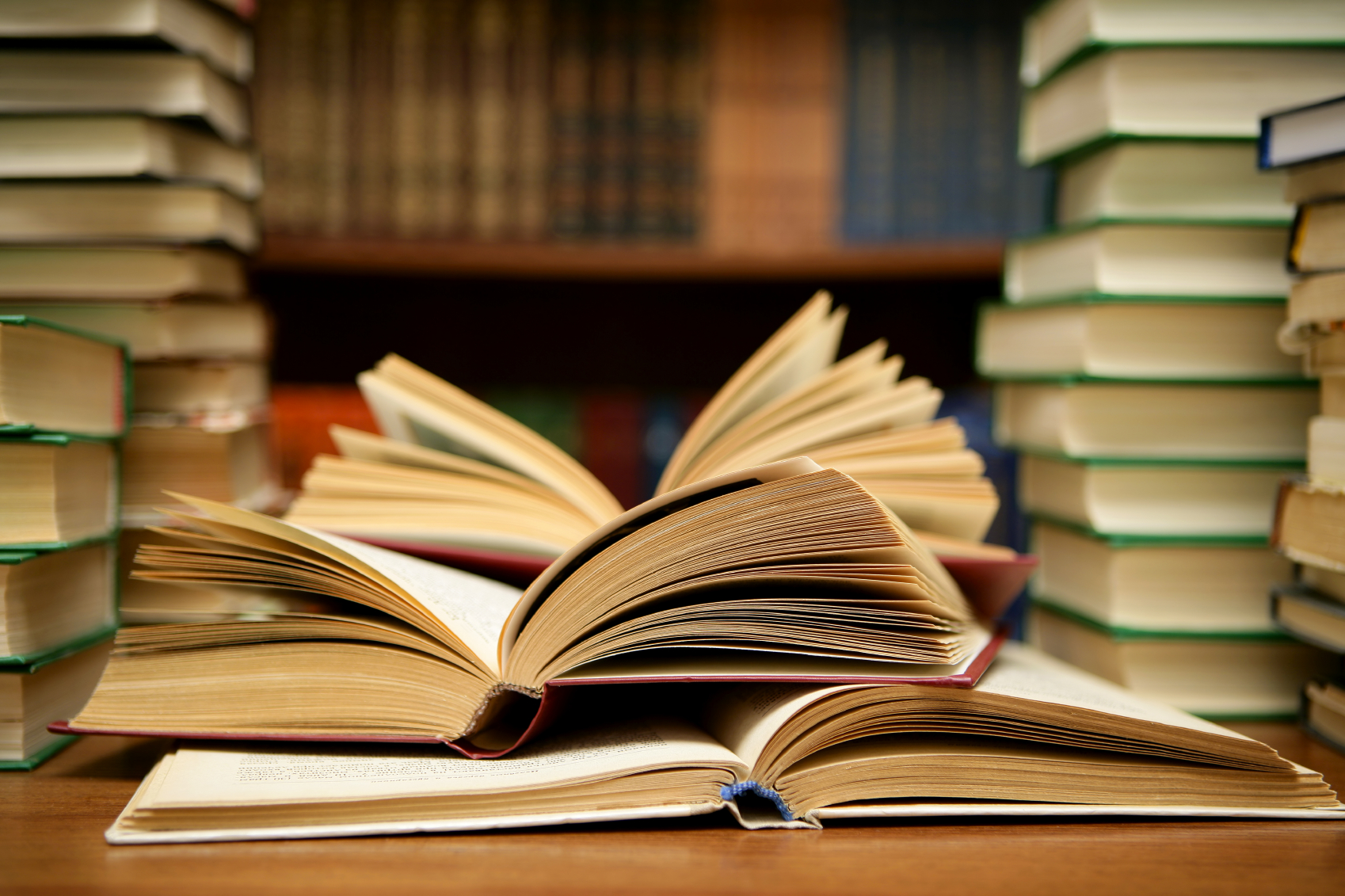
本は、しばしば大きな知識の源である。

知識（ちしき、希: ἐπιστήμη, epistēmē、羅: scientia、仏: connaissance、独: Wissen、英: knowledge）とは、認識によって得られた成果、あるいは、人間や物事について抱いている考えや、技能のことである。

## 概要
認識（英: cognition）とほぼ同義の語であるが、認識は基本的に哲学用語であり、知識は主に認識によって得られた「成果」を意味するが、認識は成果のみならず、対象を把握するに至る「作用」を含む概念である
なお、英語の knowledge はオックスフォード英語辞典によれば次のように定義されている。
1. 経験または教育を通して人が獲得した専門的技能。ある主題についての理論的または実用的な理解。
2. 特定分野または一般に知られていること。事実と情報。
3. 事実または状況を経験することで得られた認識または知悉。

知識に関して人類がどのようなことを述べたり考察してきたのかについて解説すると、古くは旧約聖書の創世記のアダムとイブのくだりに「善悪の知識の木」が登場しており、各信仰ごとに知識について様々な考え方がある。
知識について哲学的に論じられるようになったのは、古代ギリシアのプラトンが知識を「正当化された真なる信念」としたのが始まりであり、現代にいたるまで様々な哲学的な考察が続けられている。16～17世紀のフランシス・ベーコンは知識獲得の方法について考察を行ったが、彼の考えは近代科学の成立に大きな役割を果たすことになった。（現代の心理学的に言うと）知識獲得には、知覚、記憶、経験、コミュニケーション、連想、推論といった複雑な認識過程が関係する、ということになる。
なお、今でも、万人が合意できるような“知識についての唯一の定義”などいうものは存在せず、学問領域ごとに異なった理論があり、それらの中には相互に対立するような理論も存在している。

## 知識と信仰

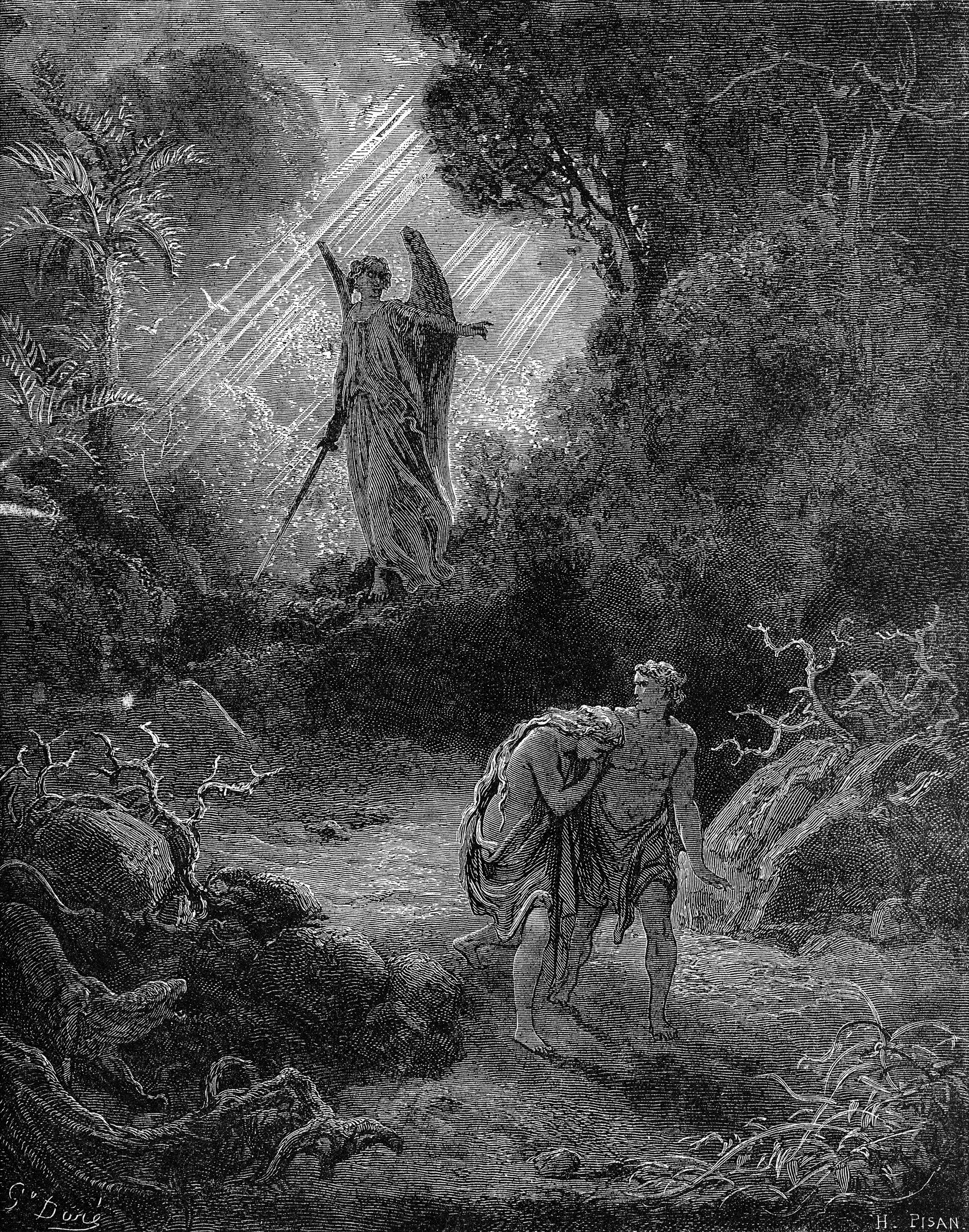
善悪の知識の木の実を食べてしまい楽園から追放されるアダムとイブ

キリスト教においては、旧約聖書の創世記に登場するアダムとイブが神から善悪の知識の木の実を食べてはいけないといいつけられていたにもかかわらず、蛇にそそのかされイブが、それに続いてアダムまでそれを食べてしまい、その結果人間は神から隔てられてしまった、とされている（創世記 3:22）。
カトリシズムや聖公会などのキリスト教では、知識を 《 聖霊（Holy Spirit）の7つの贈り物》の1つとしている。
イスラム教においても知識（アラビア語: علم, ʿilm）は重要である。アッラーフの99の美名の1つに「全知者」 "The All-Knowing" (アラビア語: العليم, al-ʿAlīm) がある。クルアーンには「知識は神がもたらす」とあり (2:239)、ハディースにも知識の獲得を奨励する言葉がある。「ゆりかごから墓場まで知識を求めよ」とか「正に知識を持つ者は預言者の相続人だ」といった言葉はムハンマドのものと言われている。イスラムの聖職者をウラマーと呼ぶが、これは「知る者」を意味する。
グノーシス主義はそもそも「グノーシス」という言葉が「知識」を意味し、知識を獲得しデミウルゴスの物質世界から脱することを目的としている。セレマにおいては、知識獲得と聖守護天使との会話を人生の目的とする。このような傾向は多くの神秘主義的宗教に見られる。
ヒンドゥー教の聖典には Paroksha Gnyana と Aporoksha Gnyana という2種類の知識が示されている。Paroksha Gnyana (Paroksha-Jnana) とは受け売りの知識を意味する。本から得た知識、噂などである。Aporoksha Gnyana (Aparoksha-Jnana) は、直接的な経験から得た知識であり、自ら発見した知識である。

## 知識と哲学
プラトンの『テアイテトス』では、「知識」が主題的に扱われ、その定義についてソクラテスとテアイテトスが議論している。そこでは、知識とは「感覚」「真なる思いなし」「真なる思いなしに言論を加えたもの」であるとする3つの考えが提示され、検討されるが、これらのいずれも知識ではないと否定されることになる。
アリストテレスは『ニコマコス倫理学』のなかで、知識を「ソフィア」（希: Σοφια）と「フロネシス」（希: φρόνησις）の2種類に区別している。
その後知識の定義については、認識論という分野で哲学者らが、今にいたるまで議論を続けている。
現代英米の分析哲学では、知識の古典的定義としてプラトンの記述を考慮して、以下のものが用いられる。

プラトンが『テアイトス』においてソクラテスとテアイトスの対話の形で提示した諸定義などをふまえつつ、古典的な認識論では長らく知識というものを「正当化された真なる信念」と分析した。もう少し分解すると「知識というのは、真であり、なおかつ、信じられている命題の部分集合」とも表現される。それをベン図で表すと上記のようになる。

ある認知者Aが「Xである」という知識を持つのは以下の場合、その場合にかぎる。
1. Aは「Xである」と信じており、かつ、
2. Aの「Xである」という信念は正当化されており、かつ
3. 「Xである」は真である。

これを一言で言えば、「知識とは正当化された真なる信念である」ということになり、「客観的知識」と「主観的信念」とに単純に2分類してしまうような分析が長らく主流であった。
この様な硬直的な分析・決めつけに対しては、1950年代にゲティアが強力な反例を出した(ゲティア問題)。ゲティア問題とは、簡単にいえば、正当化された真なる信念を持っているにもかかわらず、どう考えても知っているとはいえないような状況が想像できる、という問題である。これをうけて、その後の分析系認識論では、ロバート・ノージックやサイモン・ブラックバーン、Richard Kirkham といった哲学者が知識の古典的定義に様々な形で手を加えて満足のいく分析を模索してきた。
それとは対照的にウィトゲンシュタインはムーアのパラドックスを発展させ、「彼はそれを信じているが、それは真ではない」とは言えるが「彼はそれを知っているが、それは真ではない」とは言えないと述べた。彼はそれに続けて、それらは個々の精神状態に対応するのではなく、むしろ信念について語る個々の方法だという主張を展開する。ここで異なるのは、話者の精神状態ではなく、話者の従事している活動である。例えば、やかんが沸騰していることを「知る」というのは精神が特定の状態になることを意味するのではなく、やかんが沸騰しているという論述に従って何らかの作業を実行することを意味している。ウィトゲンシュタインは「知識」が自然言語の中で使われる方法に目を向けることで、その定義の困難さを回避しようとした。彼は知識を家族的類似の一例と見た。この考え方に従えば、「知識」は関連する特徴を表す概念の集合体として再構築され、定義によって正確に捉えられるものではないということになる。

## 知識と科学

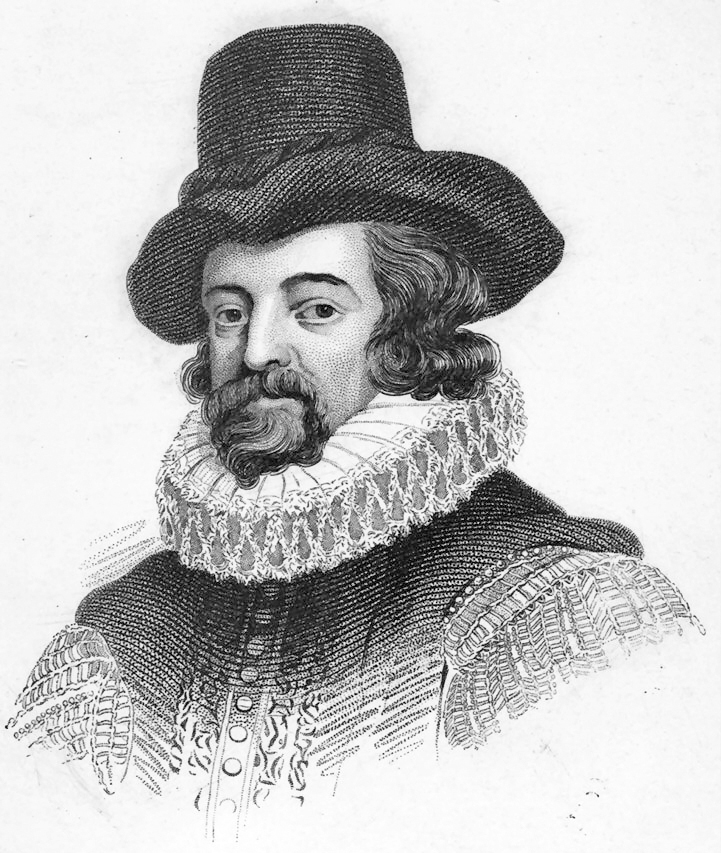
フランシス・ベーコン（1561年 - 1626年）は知識獲得の方法の発展に重大な貢献をした。

認識論は知識とその獲得方法について考察する。フランシス・ベーコンは知識獲得の方法の発展に重大な貢献をした。著作で帰納的方法論を確立し一般化し、現代の科学的探究の礎となったのである。彼の金言「知識は力なり (knowledge is power)」はよく知られている（この金言は 彼の著書『Meditations Sacrae』(1957) に記されている）。
scientiaスキエンティアという言葉は元々は単に知識という意味でしかなく、ベーコンの時代でもそうであった。scientific method（scientific methodは元の意味では「知識に関する方法論」）が徐々に発展したことは、我々の知識についての理解に重要な寄与をした。さまざまな経緯を経て、知識の探究の方法は、観測可能で再現可能で測定可能な証拠を集め、それらに具体的な推論規則をあてはめていく形で行われなければならないとされるようになった。現在では科学的方法(scientific method）は、観測や実験によるデータ収集と、仮説の定式化と、検証から構成されている、とされている。科学とは「計算された実験によって得られた事実に基づいて推論する際の論理的に完全な思考法」ともされる。そして、科学や科学的知識の性質というのも哲学の主題のひとつとされるようになった（科学哲学）。
科学の発達と共に、生物学や心理学から知識についての新たな考え方が生まれた。ジャン・ピアジェの発生的認識論である。

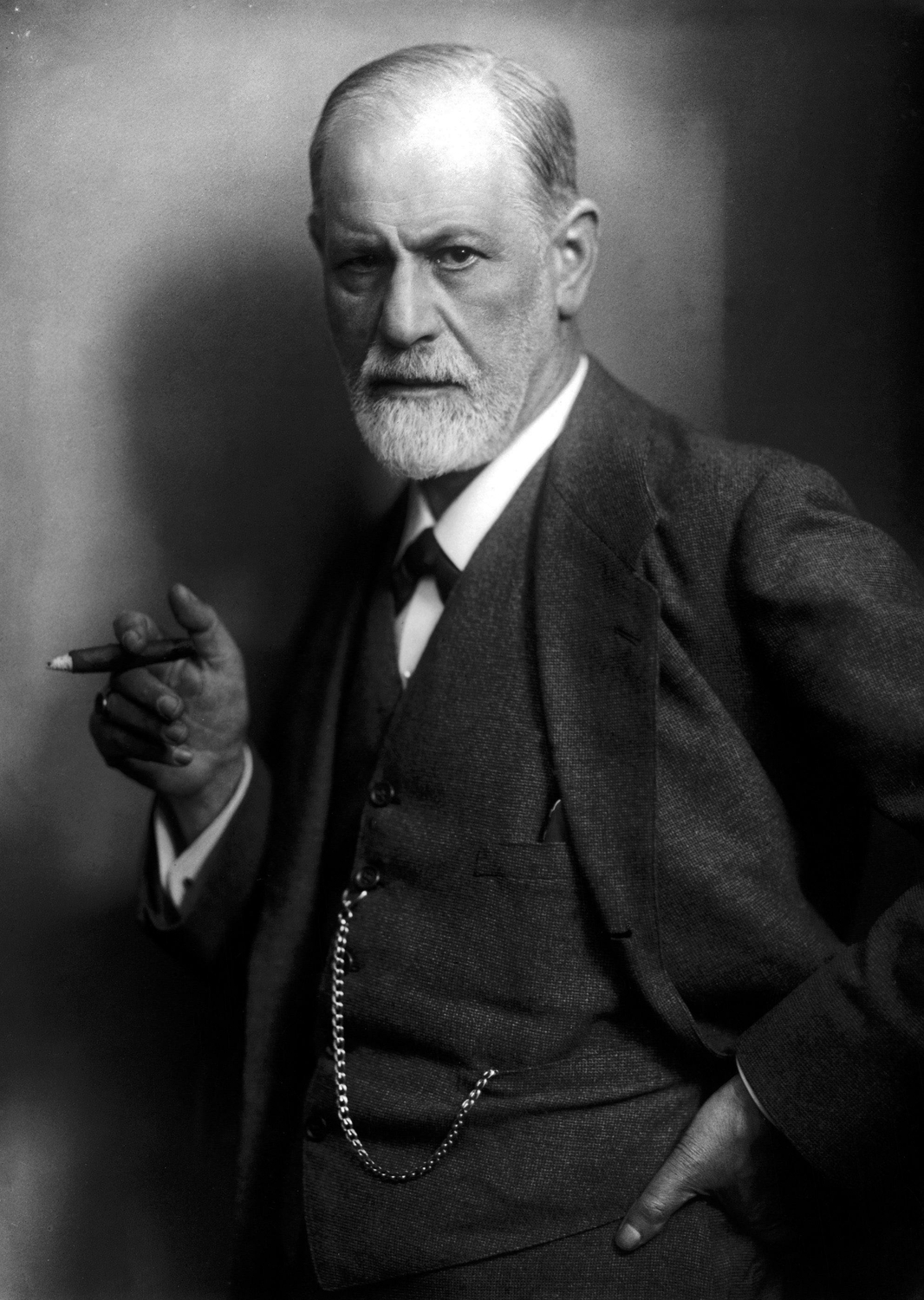
フロイト（1914年）

近年まで特に西洋では単純に、知識とは人間（および神）が持てるもの、特に成人だけが持てるものだと見なされていた（東洋では必ずしもそうではなかった）。西洋では時には「コプト文化の持つ知識」といったように社会が知識を持つ、といった言い回しが無かったわけではないが、それは確立されたものではなかった。そしてまた西洋では、「無意識の」知識を体系的に扱うことはほとんどなかった。それが行われるようになったのは、フロイトがその手法を一般化した後である。
上記のような知識以外に「知識」が存在するといわれているものに、例えば生物学の領域では、「免疫系」と「遺伝コードのDNA」がある。（カール・ポパー(1975）とTraill(2008)らが指摘している）
このような、生体システムが持つ知識までカバーするためには、「知識」という用語の新たな定義が必要とされるように見える。生物学者は、システムは意識を持つ必要はない、と考えるが、知識はシステムにおいて有効に利用可能でなければならない。すると、次のような基準が出てくる。
- システムは一見して動的で自己組織的である（単なる本のようなものではない）。
- 知識には、「外界 ※」についての何らかの表現、または外界を（直接または間接に）扱う方法が含まれていなければならない。（※　この「外界」には当の有機体の別のサブシステムも含まれる)
- システムには有効に働く程度に素早く情報にアクセスする何らかの手段があるはずである。

## 知識と健康
ハーバード大学医学部によると、知識は最高の薬であり、その情報源が違いを生む。 信頼できる証拠に基づく健康コンテンツに必要な権限と必要な影響を提供する情報源は、間違いなく健康を改善する。2021年のハーバード大学の研究では、ウィキペディアなどのネット上の健康情報が正しい診断につながることもあることが示唆されている。 症状と重篤な病気との関連付けを誤ると、多くのストレスにつながる可能性があるが、情報源を確認し、信頼できるものに固執すれば、健康には役に立つ。

## 知識の分類
知識は様々な観点で分類される。カテゴリーは時代によって変化する。

### 宣言的知識 / 手続き的知識
心理学では、知識は長期記憶として扱われ、記憶の分類そのままに、表象化された知識を「宣言的知識」、行動的な知識を「手続き的知識」と分類している。
宣言的知識の例としては、科学的法則についての知見（九九、地球上での重力定数など）や、社会的規約についての知見（「日本の首都は東京である」など）が挙げられる。
手続き的知識の例としては、箸の使い方、ピアノの弾き方、車の運転の仕方などが挙げられる。
前者を「knowing that」 、後者を「knowing how」と呼ぶこともある。

### 形式知 / 暗黙知
形式化、伝達方法の観点から、知識は「形式知」と「暗黙知」に分類される。ナレッジマネジメントなどの世界で利用される分類である。
暗黙知 とは、宣言的に記述することが不可能か、極めて難しい知見のこと。手続き的知識や直観的認識内容は暗黙知とされる。例えば「美人」についての知識は誰でも持っているが、それを明確に定義することはできない。

### アプリオリな知識 / アポステリオリな知識
哲学や生物学的な立場から、人間に生まれながらにして備わっている知識を「アプリオリな知識（先天的知識）」、誕生後に社会生活などを通して獲得する知識を「アポステリオリな知識（後天的知識）」と分類することもある。
アプリオリな知識が存在するかどうかは認識論において長年の問題であった。大陸合理論の系譜においてはデカルトをはじめ、なんらかのアプリオリな知識を認める立場が主流であった。このような立場を生得説という。
イギリス経験論においてはアプリオリな知識の存在を否定し、心を白紙としてみる経験主義の立場がロックらによって提唱された（→タブラ・ラサ）。

### 理論的知識 / 実践的知識
理論的な知識と実践的な知識に分けられる。これは、哲学者の知識と実践者の知識との区別であり、また「科学」(scientia)と「技芸」(ars)との区別とも言われた。

## 不完全な知識
認識論の一分野では不完全な知識 (partial knowledge) に着目する。ある分野について徹底的な理解を達成することは現実にはほとんどあり得ないため、我々は自らの知識が「完全でない」すなわち不完全だという事実を念頭に置いておく必要がある。現実世界の問題の多くは、その背景やデータについての不完全な理解の中で解決しなければならない。それに対して、算数や初等数学の問題は全てのデータと問題を解くのに必要な方程式についての完全な理解があって初めて解けるという点で大きく異なる。
この考え方は限定合理性とも関係が深い。